# Ohrazenice (kraj środkowoczeski)
Ohrazenice – miejscowość i gmina (obec) w Czechach, w kraju środkowoczeskim, w powiecie Przybram. W 2022 roku liczyła 293 mieszkańców.